# Saori Takarada
Saori Takarada (宝田 沙織 Takarada Saori?, nacido el 27 de diciembre de 1999 en Toyama) es una futbolista japonesa que juega como delantera. Su actual club es el Leicester City F. C. de la Women's Super League de Inglaterra.
En 2019, Takarada jugó para la selección femenina de fútbol de Japón.

## Trayectoria

### Clubes
| Club                    | País           | Año       |
| ----------------------- | -------------- | --------- |
| Cerezo Osaka Sakai      | Japón          | 2013-2020 |
| Washington Spirit       | Estados Unidos | 2021      |
| Linköpings Fotboll Club | Suecia         | 2022      |
| Leicester City F. C. W. | Inglaterra     | 2023-act. |

### Selección nacional
| Selección | País  | Año   |
| --------- | ----- | ----- |
| Absoluta  | Japón | 2019- |

## Estadística de carrera
| Selección de Japón | Selección de Japón | Selección de Japón |
| Año                | Part.              | Goles              |
| ------------------ | ------------------ | ------------------ |
| 2019               | 3                  | 0                  |
| 2021               | 6                  | 1                  |
| 2022               | 0                  | 0                  |
| 2023               | 1                  | 0                  |
| Total              | 21                 | 1                  |